# Aleksandr Romanov
Pour les articles homonymes, voir Romanov (homonymie).
Aleksandr Stanislavovitch Romanov - en russe : Александр Станиславович Романов - (né le 6 janvier 2000 à Moscou en Russie) est un joueur professionnel russe de hockey sur glace. Il évolue au poste de défenseur.

## Biographie

### Carrière en club
Formé au Krylia Sovetov, il débute en junior dans la MHL lors de la saison 2016-2017. Il poursuit son apprentissage dans les équipes de jeunes du HK CSKA Moscou lors de la saison 2017-2018. Lors du repêchage d'entrée dans la LNH 2018, il est choisi au deuxième tour, à la trente-huitième position au total par les Canadiens de Montréal. Le 2 septembre 2018, il joue son premier match dans la KHL avec le CSKA Moscou. L'équipe remporte la Coupe Gagarine 2019. Le 8 mai 2020, il signe un contrat de trois saisons avec les Canadiens de Montréal.
Il joue son premier match dans la Ligue nationale de hockey le 13 janvier 2021 face aux Maple Leafs de Toronto et sert une assistance. Il marque son premier but dans la LNH le 18 janvier 2021 face aux Oilers d'Edmonton.
Le 7 juillet 2022, il est échangé aux Islanders de New York avec un choix de 4e ronde au repêchage d'entrée dans la LNH 2022 en retour d'un choix de 1er tour en 2022.

### Carrière internationale
Il représente la Russie au niveau international. Il prend part aux sélections jeunes. Il  participe au Championnat du monde junior de hockey sur glace 2019 et obtient un but et sept mentions d'assistance, en permettant à son équipe d'obtenir la médaille de bronze,.

### Vie privée
Il est le fils du joueur Stanislav Romanov et le petit fils de Zinetoula Bilialetdinov. En octobre 2020, Romanov épouse Sofia Krasovskaya, une gymnaste rythmique.

## Statistiques

### En club
| Saison     | Équipe                | Ligue      |     | Saison régulière | Saison régulière | Saison régulière | Saison régulière | Saison régulière |   | Séries éliminatoires | Séries éliminatoires | Séries éliminatoires | Séries éliminatoires | Séries éliminatoires |
| Saison     | Équipe                | Ligue      | PJ  | B                | A                | Pts              | Pun              | PJ               | B | A                    | Pts                  | Pun                  |                      |                      |
| 2016-2017  | MHK Krylia Sovetov    | MHL        | 15  | 1                | 2                | 3                | 2                | -                | - | -                    | -                    | -                    |                      |                      |
| 2017-2018  | Krasnaïa Armia        | MHL        | 37  | 7                | 7                | 14               | 37               | 4                | 0 | 1                    | 1                    | 0                    |                      |                      |
| 2018-2019  | HK CSKA Moscou        | KHL        | 43  | 1                | 3                | 4                | 12               | 4                | 0 | 0                    | 0                    | 2                    |                      |                      |
| 2019-2020  | HK CSKA Moscou        | KHL        | 43  | 0                | 7                | 7                | 14               | 4                | 0 | 0                    | 0                    | 0                    |                      |                      |
| 2020-2021  | Canadiens de Montréal | LNH        | 54  | 1                | 5                | 6                | 21               | 4                | 1 | 0                    | 1                    | 0                    |                      |                      |
| 2021-2022  | Canadiens de Montréal | LNH        | 79  | 3                | 10               | 13               | 53               | -                | - | -                    | -                    | -                    |                      |                      |
| 2022-2023  | Islanders de New York | LNH        | 76  | 2                | 20               | 22               | 43               | 4                | 0 | 0                    | 0                    | 2                    |                      |                      |
| 2023-2024  | Islanders de New York | LNH        | 81  | 7                | 15               | 22               | 20               | 5                | 0 | 1                    | 1                    | 0                    |                      |                      |
| Totaux LNH | Totaux LNH            | Totaux LNH | 290 | 13               | 50               | 63               | 137              | 13               | 1 | 1                    | 2                    | 2                    |                      |                      |

### En équipe nationale
| Année | Compétition                          |   | PJ | B | A | Pts | Pun | +/-                |  | Résultat |
| 2018  | Championnat du monde moins de 18 ans | 5 | 1  | 2 | 3 | 0   | +5  | Sixième place      |  |          |
| 2019  | Championnat du monde junior          | 7 | 1  | 7 | 8 | 0   | +12 | Médaille de bronze |  |          |
| 2020  | Championnat du monde junior          | 7 | 1  | 5 | 6 | 2   | +6  | Médaille d'argent  |  |          |